# 1658 год
1658 (ты́сяча шестьсо́т пятьдеся́т восьмо́й) год  по григорианскому календарю — невисокосный год, начинающийся во вторник. Это 1658 год нашей эры, 8‑й год 6‑го десятилетия XVII века 2‑го тысячелетия, 9‑й год 1650‑х годов. Он закончился 367 лет назад.
| Пн | Вт | Ср | Чт | Пт | Сб | Вс |
|    | 1  | 2  | 3  | 4  | 5  | 6  |
| 7  | 8  | 9  | 10 | 11 | 12 | 13 |
| 14 | 15 | 16 | 17 | 18 | 19 | 20 |
| 21 | 22 | 23 | 24 | 25 | 26 | 27 |
| 28 | 29 | 30 | 31 |    |    |    |

| Пн | Вт | Ср | Чт | Пт | Сб | Вс |
|    |    |    |    | 1  | 2  | 3  |
| 4  | 5  | 6  | 7  | 8  | 9  | 10 |
| 11 | 12 | 13 | 14 | 15 | 16 | 17 |
| 18 | 19 | 20 | 21 | 22 | 23 | 24 |
| 25 | 26 | 27 | 28 |    |    |    |

| Пн | Вт | Ср | Чт | Пт | Сб | Вс |
|    |    |    |    | 1  | 2  | 3  |
| 4  | 5  | 6  | 7  | 8  | 9  | 10 |
| 11 | 12 | 13 | 14 | 15 | 16 | 17 |
| 18 | 19 | 20 | 21 | 22 | 23 | 24 |
| 25 | 26 | 27 | 28 | 29 | 30 | 31 |

| Пн | Вт | Ср | Чт | Пт | Сб | Вс |
| 1  | 2  | 3  | 4  | 5  | 6  | 7  |
| 8  | 9  | 10 | 11 | 12 | 13 | 14 |
| 15 | 16 | 17 | 18 | 19 | 20 | 21 |
| 22 | 23 | 24 | 25 | 26 | 27 | 28 |
| 29 | 30 |    |    |    |    |    |

| Пн | Вт | Ср | Чт | Пт | Сб | Вс |
|    |    | 1  | 2  | 3  | 4  | 5  |
| 6  | 7  | 8  | 9  | 10 | 11 | 12 |
| 13 | 14 | 15 | 16 | 17 | 18 | 19 |
| 20 | 21 | 22 | 23 | 24 | 25 | 26 |
| 27 | 28 | 29 | 30 | 31 |    |    |

| Пн | Вт | Ср | Чт | Пт | Сб | Вс |
|    |    |    |    |    | 1  | 2  |
| 3  | 4  | 5  | 6  | 7  | 8  | 9  |
| 10 | 11 | 12 | 13 | 14 | 15 | 16 |
| 17 | 18 | 19 | 20 | 21 | 22 | 23 |
| 24 | 25 | 26 | 27 | 28 | 29 | 30 |

| Пн | Вт | Ср | Чт | Пт | Сб | Вс |
| 1  | 2  | 3  | 4  | 5  | 6  | 7  |
| 8  | 9  | 10 | 11 | 12 | 13 | 14 |
| 15 | 16 | 17 | 18 | 19 | 20 | 21 |
| 22 | 23 | 24 | 25 | 26 | 27 | 28 |
| 29 | 30 | 31 |    |    |    |    |

| Пн | Вт | Ср | Чт | Пт | Сб | Вс |
|    |    |    | 1  | 2  | 3  | 4  |
| 5  | 6  | 7  | 8  | 9  | 10 | 11 |
| 12 | 13 | 14 | 15 | 16 | 17 | 18 |
| 19 | 20 | 21 | 22 | 23 | 24 | 25 |
| 26 | 27 | 28 | 29 | 30 | 31 |    |

| Пн | Вт | Ср | Чт | Пт | Сб | Вс |
|    |    |    |    |    |    | 1  |
| 2  | 3  | 4  | 5  | 6  | 7  | 8  |
| 9  | 10 | 11 | 12 | 13 | 14 | 15 |
| 16 | 17 | 18 | 19 | 20 | 21 | 22 |
| 23 | 24 | 25 | 26 | 27 | 28 | 29 |
| 30 |    |    |    |    |    |    |

| Пн | Вт | Ср | Чт | Пт | Сб | Вс |
|    | 1  | 2  | 3  | 4  | 5  | 6  |
| 7  | 8  | 9  | 10 | 11 | 12 | 13 |
| 14 | 15 | 16 | 17 | 18 | 19 | 20 |
| 21 | 22 | 23 | 24 | 25 | 26 | 27 |
| 28 | 29 | 30 | 31 |    |    |    |

| Пн | Вт | Ср | Чт | Пт | Сб | Вс |
|    |    |    |    | 1  | 2  | 3  |
| 4  | 5  | 6  | 7  | 8  | 9  | 10 |
| 11 | 12 | 13 | 14 | 15 | 16 | 17 |
| 18 | 19 | 20 | 21 | 22 | 23 | 24 |
| 25 | 26 | 27 | 28 | 29 | 30 |    |

| Пн | Вт | Ср | Чт | Пт | Сб | Вс |
|    |    |    |    |    |    | 1  |
| 2  | 3  | 4  | 5  | 6  | 7  | 8  |
| 9  | 10 | 11 | 12 | 13 | 14 | 15 |
| 16 | 17 | 18 | 19 | 20 | 21 | 22 |
| 23 | 24 | 25 | 26 | 27 | 28 | 29 |
| 30 | 31 |    |    |    |    |    |

## События
- 1601—1661 — Голландско-португальская война. Вооружённый конфликт, в котором голландские Ост-Индская и Вест-Индская компании воевали по всему миру против Португальской империи[1].
- 1618—1683 — маньчжурское завоевание Китая. Процесс распространения власти маньчжурской империи Цин на территорию, принадлежавшую китайской империи Мин[2].
- 1635—1659 — Франко-испанская война. Составная часть Тридцатилетней и Восьмидесятилетней войн[3].
  - 14 июня — битва в Дюнах[4].
- 1640—1668 — Война за независимость Португалии. Серия народных волнений, конфликтов и военных действий, направленных на восстановление Португалией независимости от испанской короны[5].
  - 17 сентября — сражение при Виланове[6].
- 1645—1669 — Критская война. Война Османской империи с Венецианской республикой за богатое заморское владение Венеции остров Крит[7].
- 1654—1660 — Англо-испанская война. Вооружённый конфликт между Англией эпохи Протектората и Испанией за торговое господство в Вест-Индии и обладание островами Ямайка и Испаньола[8]:
  - 25—27 июня — битва при Рио-Нуэво[9].
- 1654—1667 — Русско—польская война[10].
  - Осада Киева, в ходе которого войско перешедшего на сторону польской Короны гетмана Ивана Выговского, состоявшее из казаков и крымских татар, осадило гарнизон царских войск в Киеве под командованием боярина Василия Шереметева и князя Юрия Барятинского[11].
  - Русская армия побеждает поляков в битве под Верками.
- 1655—1660 — Шведский потоп. Вторжение Швеции в Речь Посполитую (Королевство Польское и Великое Княжество Литовское), причинившее этому государственному образованию ощутимый урон (Северная война 1655-1660)[12].
  - 1655—1660 — осада Данцига[13].
  - 23—25 декабря — битва при Кольдинге[14].
- 1655—1660 — Северная война между Швецией и Речи Посполитой[15].
  - 1655—1660 — Померанский театр войны. Боевые действия затрагивающие Шведскую Померанию (часть Северной войны)[16].
  - 1655—1660 — Норвежский театр войны (часть Северной войны)[17].
- 1656—1658 — закончилась Русско-шведская война.
  - 30 декабря — Валиесарское перемирие со Швецией. За Русским царством сохранялись занятые до 21.05.1658 территории в Восточной Прибалтике с городами Динабург (Даугавпилс), Юрьев (Дерпт, Тарту), Кокенгаузен, Мариенбург, Сыренск. В 1661 перемирие завершится подписанием Кардисского мирного договора[18].
- 1657—1658 — закончилась Датско—шведская война. Развязана Данией[19].
  - 30 января—8 февраля — переход через Бельты[20].
  - Победа Карла X Густава над датчанами. Договор Дании и Швеции в Роскилле. Присоединение к Швеции Сконе, Блекинге, острова Борнхольм и Тронхейма[19].
  - 26 февраля — заключён Роскилльский мир между Данией и Швецией[19].
- 1657—1659 — подавлено восстание Барабаша и Пушкаря. Восстание Левобережной Украины эпохи гражданской войны 1657—1687 годов (Руины) против пропольского гетмана Войска Запорожского Ивана Выговского[21].
- 1658—1660 — началась новая Датско—шведская война. Развязана Швецией[19].
  - Шведский король Карл X Густав желая разгромить Данию и присоединить её к Швеции начал новую войну[19].
  - 29 октября (8 ноября) — сражение в Эресунне, морское сражение[22].
  - 11 февраля — штурм Копенгагена. Шведские войска осадили Копенгаген, однако встретили упорное сопротивление датчан[19].
  - На помощь Дании пришёл флот Нидерландов, что заставило снять осаду[19].
- Февраль-июнь — Восстание Барабаша и Пушкаря, начало гражданской войны на Украине.
- 15 июня — император Могольской империи Аурангзеб заключил в тюрьму своего отца Шах Джахана после победы в битве при Самугаре.
- 12 августа — сформирован первый американский полицейский корпус в Нью-Амстердаме
- 6 (16) сентября — Гадячский договор гетмана И. Выговского с польским правительством о возвращении Левобережной Украины в состав Речи Посполитой[23].
  - Русский гарнизон Киева отражает осадившее его войско гетмана Выговского.
- Крестьянское восстание в окрестностях Орлеана («война саботье»).
- Решение рейхстага о запрещении ландтагам собираться на свои сессии без согласия князя и подавать на него жалобы в рейхстаг.
- Присоединение к Габсбургам от Трансильвании земель в Закарпатье.
- Царь Кахети Теймураз I побывал в Москве и просил о поддержке против Ирана.
- Нидерланды окончательно вытеснили с Цейлона португальцев.
- Цины направили войска, чтобы разрушить Албазин на Амуре.
- Войско У Саньгуя вторглось в Гуйчжоу и Юньнань и долго вело борьбу против отрядов повстанцев. Взятие Гуйяна и вторжение в Юньнань.
- Правительница Анголы Анна Зинга-Мбанди-Нгела присоединяет южные районы Конго.

### Англия
- 4 февраля — Оливер Кромвель распустил парламент[24]. Испанцы захватили 250 торговых кораблей из Бристоля. Англичане захватили Дюнкерк (побережье Ла-Манша).
- 24 августа — битва при Гревелингене: английский флот разбил испанский.
- 3 сентября — смерть лорда-протектора Англии Оливера Кромвеля. Лордом-протектором стал его сын Ричард Кромвель[25].

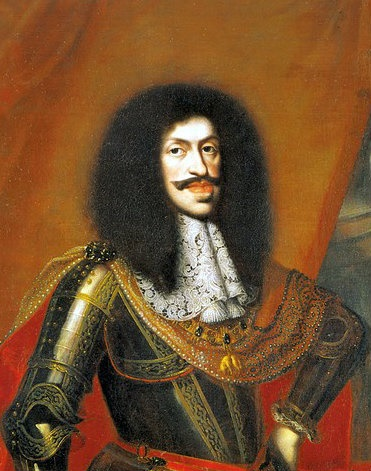
Леопольд I Габсбург

## Начало правления
См. также: Список глав государств в 1658 году
- 1658—1705 — Император Священной Римской империи Леопольд I.
- 1658—1707 — Падишах Индии Аурангзеб (1618—1707). Сын Шах-Джахана.
- Лордом-протектором в Англии Ричард Кромвель.

## Наука, техника, технология
- В «Переписной книге домовой казны патриарха Никона», составленной в 1658 году, встречается слово «счоты»,[26][27] счёты уже изготавливались для продажи в России.
- Христиан Гюйгенс (1629—1695) описал в работе «Маятниковые часы» своё изобретение — первые маятниковые часы, снабжённые спусковым механизмом. Второе, расширенное издание этой работы вышло в 1673 в Париже. В первых 4 частях её Гюйгенс исследовал ряд проблем, связанных с движением маятника. Он дал решение задачи о нахождении центра качания физического маятника — первой в истории механики задачи о движении системы связанных материальных точек в заданном силовом поле. В этой же работе Гюйгенс установил таутохронность движения по циклоиде и, разработав теорию эволюта плоских кривых, доказал, что эволюта циклоиды есть также циклоида, но по-другому расположенная относительно осей.

## Родились
См. также: Категория:Родившиеся в 1658 году

## Скончались
См. также: Категория:Умершие в 1658 году
- 3 сентября — Оливер Кромвель (Oliver Cromwell), вождь Английской революции, лорд-протектор Англии в 1653 — 1658 годах (род.1599).
- 19 декабря — Йоханн Бергиус (род. 1587), реформатский богослов.
- Мацей Глосковский — польский математик, поэт и переводчик.